# Consiglio Nazionale delle Donne Italiane

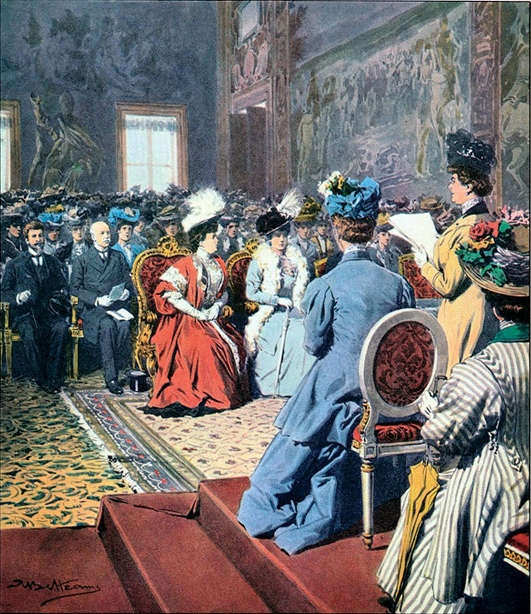
Congresso delle Donne Italiane, Rome, 1908, organized by the CNDI

Consiglio Nazionale delle Donne Italiane (CNDI), var en kvinnoorganisation i Italien, grundad 1903. 
Det var en av de första stora kvinnoorganisationerna i Italien, och spelade en viktig roll i kvinnorörelsen. Den verkade fram till fascismens maktövertagande, och återbildades sedan 1944. 
CNDI fungerade främst som en paraplyorganisation för Italiensk kvinnoorganisationer. 
Det arrangerade 1908 en nationell konferens för alla italienska kvinnoorganisationer. 
Ordförande
- Gabriella Rasponi Spalletti, 1903-1931
- Daisy di Robilant, 1931-